# Diego de la Cruz
Diego de la Cruz là một cầu thủ bóng đá người México thi đấu cho Tapachula của Ascenso MX theo dạng cho mượn Cruz Azul, anh cũng thi đấu cho Regals SCA. 2017